# Mariano Izco
Mariano Julio Izco (Buenos Aires, 13 maart 1983) is een Argentijns voetballer die doorgaans als middenvelder speelt. Hij verruilde Juve Stabia in september 2020 voor Catania.

## Clubcarrière
Izco speelde in Argentinië voor CA San Telmo, Club Almagro en CA Tigre, drie clubs uit Buenos Aires. In augustus 2006 werd hij verkocht aan het Italiaanse Catania, dat net gepromoveerd was naar de Serie A. Daarvoor debuteerde hij tegen Parma. Na zeven seizoenen werd hij hier in het seizoen 2012/2013 tot aanvoerder benoemd. Toen Catania in 2014 degradeerde naar de Serie B verliet Izco na acht jaar de club om met Chievo Verona zelf wel actief te blijven in de Serie A. In 2017 verliet hij Chievo voor FC Crotone, dat ook uitkwam in de Serie A. Met Crotone degradeerde hij in het seizoen 2017/18, al kwam hij weinig aan spelen toe. In 2019 speelde Izco kortstondig voor Cosenza Calcio, waarna hij de overstap maakte naar SS Juve Stabia in de Serie B. Ook met deze club degradeerde hij, nu naar de Serie C. In september 2020 sloot Izco zich weer aan bij Catania, waar hij eerder zeven seizoenen speelde. Catania kwam toen ook uit in de Serie C.
1 Santurro ·
2 Noce ·
3 Claiton ·
4 Vicente ·
5 Silvestri ·
6 Welbeck ·
7 Gatto ·
8 Rosaia ·
9 Sarao ·
10 Reginaldo ·
11 Vrikkis ·
12 Della Valle ·
13 Izco ·
14 Piccolo ·
15 Maldonado ·
16 Albertini ·
17 Piovanello ·
18 Tonucci ·
19 Manneh ·
20 Pinto ·
21 Biondi ·
22 Martínez ·
23 Dall'Oglio ·
26 Calapai ·
28 Emmausso ·
29 Zanchi ·
30 Arena ·
31 Pecorino ·
32 Confente ·
33 Panebianco ·
Coach: Addamo